# Kevin Moran
Kevin Moran (* 29. April 1956 in Dublin) ist ein ehemaliger irischer Fußballspieler, der in der Verteidigung agierte. Traurige Berühmtheit erlangte er durch die Tatsache, dass er am 18. Mai 1985 im 104. FA Cupfinale der erste Spieler war, der jemals in einem Finale dieses Wettbewerbs vom Platz gestellt wurde.

## Leben

### Verein
In seiner Jugend praktizierte Moran sowohl den „englischen“ Fußball als auch die irische Variante und legte später den Schwerpunkt auf „soccer“, zumal der Gaelic Football nur auf Amateurbasis betrieben wird.
Moran begann seine Soccer-Laufbahn in der Saison 1975/76 bei seinem Heimatverein Bohemians FC und wechselte anschließend zum Nachbarn Pegasus FC, wo er von Talentscouts des Manchester United FC entdeckt und bald darauf verpflichtet wurde. Seinen ersten Einsatz für die „Red Devils“ bestritt Moran am 30. April 1979 in einem Spiel gegen den FC Southampton.
Aber erst nachdem Ron Atkinson 1981 das Amt des Cheftrainers bei ManUtd übernommen hatte, avancierte Moran zum Stammspieler. In den zehn Jahren, in denen er bei den Red Devils unter Vertrag stand, absolvierte Moran insgesamt 289 Einsätze und erzielte 24 Tore. Zu seinen größten Erfolgen in dieser Dekade gehören die zwei Pokalsiege in den Jahren 1983 und 1985, wobei insbesondere das zweite Finale am 18. Mai 1985 gegen den FC Everton erheblich dazu beitrug, dass er in Erinnerung blieb. Nach einem Fehlpass im Aufbauspiel der Red Devils lief der Everton-Spieler Peter Reid allein auf das von Gary Bailey gehütete United-Tor zu, als Moran ihn als letzter Mann zu stoppen versuchte, statt des Balls aber nur den Gegenspieler traf, der mit einem spektakulären Flug über Moran hinweg zu Fall kam. Daraufhin wurde Moran vom Platz gestellt, und weil es der erste Platzverweis in einem FA Cupfinale überhaupt war, ging Moran so in die Geschichte des Wettbewerbs ein. Am Ende durfte Moran dennoch jubeln, da United das Spiel in Unterzahl durch ein Tor von Norman Whiteside in der Verlängerung mit 1:0 gewann.
Nach einem zweijährigen Engagement beim spanischen Sporting Gijón Ende der 1980er Jahre beendete Moran seine Laufbahn in den 1990er Jahren in Reihen der Blackburn Rovers, mit denen ihm 1992 der Aufstieg in die neu gegründete Premier League gelang und mit denen er in seiner letzten Saison 1993/94 Vizemeister hinter seinem ehemaligen Verein Manchester United wurde.

### Nationalmannschaft
Zwischen 1980 und 1994 absolvierte Moran insgesamt 71 Länderspieleinsätze für die irische Nationalmannschaft, bei denen er sechs Tore erzielte.
Zu den Höhepunkten seiner Nationalmannschaftslaufbahn gehörte unter anderem die Teilnahme an der in Deutschland ausgetragenen EM 1988, in der er alle drei Spiele Irlands bestritt. Obwohl die Iren die Gruppenphase nicht überstanden, war das Turnier für sie ein Erfolg. Sie erreichten in Gruppe 2 den dritten Rang, vor dem Erzrivalen England, der im Eröffnungsspiel sensationell mit 1:0 bezwungen wurde.
Ein weiterer Höhepunkt war die Teilnahme an der WM 1990 in Italien, bei der Irland bis ins Viertelfinale vorstoßen konnte, wo man dem Gastgeber Italien (0:1) unterlag. Moran bestritt alle fünf Spiele seines Heimatlandes, blieb auch diesmal gegen England (1:1) ungeschlagen und konnte sich darüber hinaus gegen den amtierenden Europameister Niederlande durchsetzen, gegen den man zwei Jahre zuvor noch gescheitert war.

### Weitere Laufbahn
Nach Beendigung seiner aktiven Karriere gründete er die Fußballagentur Proactive Sports Management, die unter anderem die United-Stars Wayne Rooney und Andy Cole vertritt. Außerdem arbeitete er für den Fernsehsender TV3.

## Erfolge
- FA-Cup-Sieger: 1983 und 1985